# Гари (Татарстан)
Гари  — село в Елабужском районе Татарстана. Входит в состав Бехтеревского сельского поселения.

## География
Находится в северной части Татарстана на расстоянии приблизительно 10 км на север от города Елабуга.

## История
Упоминалась с 1678 года. В 1876-97 построена Ильинская церковь.

## Население
Постоянных жителей было в 1859 году — 1191, в 1887—1552, в 1926—1954, в 1938—1270, в 1949—565, в 1958—386, в 1970—222, в 1979—102, в 1989—300. Постоянное население составляло 320 человек (татары 63 %) в 2002 году, 342 в 2010.

## Достопримечательности
Ильинская церковь в руинированном виде.